# سیارک ۷۳۸۹
سیارک ۷۳۸۹ (به انگلیسی: 7389 Michelcombes، نامگذاری:1982UE) هفت هزار و سیصد و هشتاد و نهمین سیارک کشف شده‌است که در ۱۷ اکتبر ۱۹۸۲ کشف شد.
قدر مطلق سیارک برابر ۱۳٫۸۰ است.